# Katarzyna Meklemburg
Katarzyna Meklemburg (ur. 1487, zm. 6 czerwca 1561 w Torgau) – księżniczka meklemburska na Schwerinie z dynastii Meklemburgów (posiadającej słowiańskie korzenie), margrabina Miśni.
Jedna z córek księcia Meklemburgii Magnusa II Meklemburga i księżniczki szczecińskiej Zofii z dyn. Gryfitów.
6 lipca 1512 roku została wydana za mąż za księcia saskiego Henryka z dynastii Wettynów (linii albertyńskiej), późniejszego margrabiego Miśni, któremu urodziła sześcioro dzieci:
- Sybillę (1515-1592), późniejszą księżną Sachsen-Lauenburg jako żonę Franciszka I z dyn. Ascania,
- Emilię (1516-1591), późniejszą margrabinę Brandenburgii-Ansbach jako żonę Jerzego z dyn. Hohenzollernów,
- Sydonię (1518-1575), późniejszą księżną Brunszwiku-Calenberg jako żonę Eryka II z dyn. Welfów,
- Maurycego (1521-1553) - późniejszego margrabiego Miśni, a następnie elektora Saksonii od 1547 roku
- Seweryna (1522-1533),
- Augusta I (1526-1586) - późniejszego elektora Saksonii[2].

Razem z mężem przebywała głównie we Freibergu, na uboczu wielkiej polityki. Dość wcześnie zaczęła sympatyzować z naukami Marcina Lutra, podczas gdy jej mąż zwalczał reformację aż do 1536 roku w obawie przed swoim bratem - panującym księciem Jerzym Wettynem, który był gorliwym katolikiem. Gdy w 1537 roku sam dokonał konwersji na luteranizm i przystąpił do protestanckiego związku szmalkaldzkiego, cały obszar Freiberg stał się luterański.
Po śmierci księcia Jerzego w 1539 roku, Henryk został nowym margrabią Miśni i para przeniosła się do Drezna, przynosząc tam reformację. Ich panowanie nie było długie, ponieważ książę Henryk zmarł w 1541 roku. Katarzyna przeżyła męża o 20 lat. Resztę swych dni spędziła w zamku Wolkenstein. 
W 1560 roku opublikowała książkę na temat etykiety dla pań, która jest cennym źródłem do badań kulturowych i historycznych.